# Patrick Rogers
Patrick James Rogers (* 1. Februar 1900 im County Sligo; † 22. März 1963) war ein irischer Politiker der Fine Gael. Von 1933 bis 1948, von 1951 bis 1954 und von 1957 bis 1961 war er Teachta Dála (Abgeordneter) im Dáil Éireann, dem irischen Unterhaus des Oireachtas.

## Biografie
Rogers war als Landwirt tätig. 1928 wurde er Mitglied im Sligo County Council und hielt seinen Sitz dort bis zu seinem Tod. Er wurde bei den Wahlen 1933 im Wahlkreis Leitrim–Sligo für die National Centre Party gewählt. Noch im September 1933 erfolgte der Übertritt zur Fine Gael, die aus der National Centre Party und der Cumann na nGaedheal entstand. er konnte seinen Sitz in dem neugeschaffenen Wahlkreis Sligo bei den Wahlen 1937, Wahlen 1938, 1943 und 1944 verteidigen. Bei den Wahlen 1948 im veränderten Wahlkreis Sligo–Leitrim verlor er dann zunächst seinen Sitz, konnte ihn aber bei den Wahlen 1951 zurückgewinnen. Er verlor ihn knapp bei den Wahlen 1954, konnte ihn dann letztmalig bei den Wahlen 1957 zurückgewinnen. Dann trat er nicht noch einmal zur Wahl an.